# Journal of Applied Polymer Science
Journal of Applied Polymer Science (abrégé en J. Appl. Polym. Sci.) est une revue scientifique à comité de lecture. Ce bimensuel publie des articles de recherches originales concernant la chimie des polymères et ses applications.
D'après le Journal Citation Reports, le facteur d'impact de ce journal était de 3,125 en 2020. Depuis 2014, le directeur de publication est Stefan Spiegel, qui dirige également le journal Advanced Theory and Simulations.